# Răzvan Cociș
Răzvan Vasile Cociș (n. 19 februarie 1983, Cluj-Napoca, România) este un fotbalist român retras din activitate. De asemenea, face parte din echipa națională a României. Evoluează pe postul de mijlocaș ofensiv, dar poate juca și ca al doilea vârf, sau mijlocaș lateral.

## Cariera

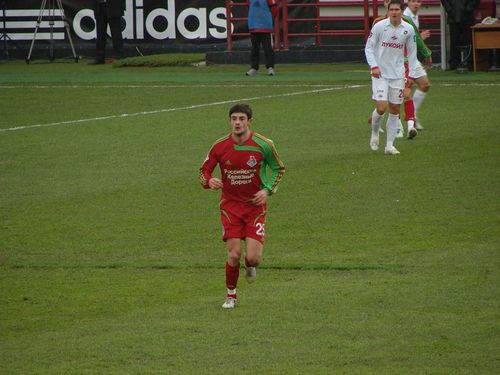
Cociș la Lokomotiv

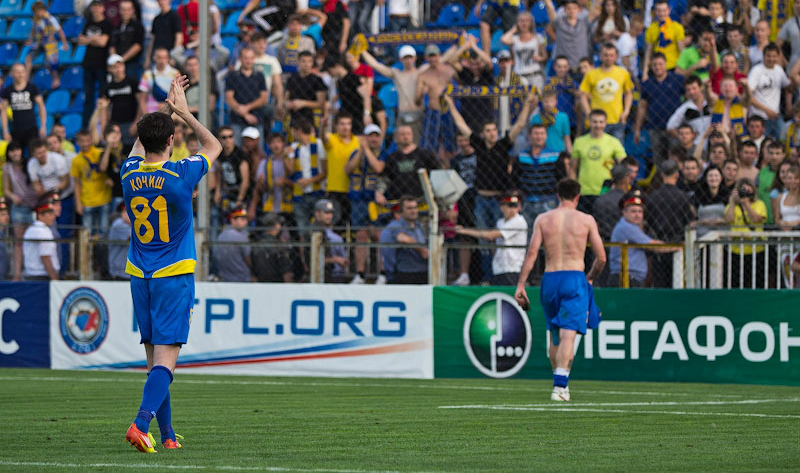
Cociș în campionatul Rusiei, pe 18 mai 2012, aplaudând suporterii la sfârșitul meciului

Cociș a fost lansat în fotbalul mare de la academia de juniori a clubului Universitatea Cluj. A devenit jucător de bază al clujenilor, iar în 2004 a fost vândut, alături de un alt jucător din generația sa, George Florescu, cei doi fiind transferați la Sheriff Tiraspol.
După doi ani în campionatul Republicii Moldova, a fost cumpărat de Lokomotiv Moscova contra sumei de 2,6 milioane de euro.. A semnat cu gruparea rusă un contract până la 31 decembrie 2009.
La finele înțelegerii cu Lokomotiv, a venit jucător liber de contract la FC Timișoara, cu care a semnat la 1 martie 2010 un contract pentru trei luni cu posibilitate de prelungire pe alți cinci ani. Clauza de prelungire nu a fost însă activată și în mai 2010 a acceptat oferta venită de la echipa din Arabia Saudită Al-Nassr. În februarie 2011 a revenit în Europa, fiind împrumutat la echipa ucraineană FC Karpaty Liov.

## Echipa națională
Cociș a debutat la reprezentativa României la data de 17 august 2005 într-un meci împotriva Andorrei câștigat de România cu 2-0. A făcut parte din lotul selecționatei României pentru Campionatul European de Fotbal din 2008.
În martie 2008 a primit Medalia „Meritul Sportiv” clasa a III-a, pentru rezultatele obținute în preliminariile Campionatului European și pentru calificarea la turneul final din 2008.

## Palmares
FC Sheriff Tiraspol
- Divizia Națională: 2004–05, 2005–06, 2006–07
- Cupa Moldovei: 2006
- Supercupa Moldovei: 2004, 2005

FC Lokomotiv Moscova
- Cupa Rusiei: 2007

## Goluri la echipa națională
| # | Data               | Stadionul                            | Adversar       | Scor | Rezultat | Competiția                  |
| - | ------------------ | ------------------------------------ | -------------- | ---- | -------- | --------------------------- |
| 1 | 28 februarie 2006  | GSP Stadium, Nicosia, Cipru          | Armenia        | 2-0  | 2-0      | Meci amical                 |
| 2 | 10 septembrie 2008 | Tórsvøllur, Tórshavn, Insulele Feroe | Insulele Feroe | 1-0  | 1-0      | Calificările pentru CM 2010 |